# ایکینا
ایکینا (به اسپانیایی: Ayquina - آیگینا) نام روستایی است که در قسمت شمالی ساحل رودخانه سالادو در شهر کالاما از استان ال لوآ در منطقه آنتوفاگاستا کشور شیلی واقع شده‌است. ارتفاع این روستا از سطح دریا ۲۹۸۰ متر است.
جشن بانوی ما این روستا مهم‌ترین جشنواره مذهبی در منطقه است. کوه آتشفشانی پانیری که در این منطقه واقع است، نقش مهمی در فرهنگ و باورهای محلی دارد.
در تاریخ اول سپتامبر ۱۹۹۸، این روستا همراه با روستای دیگر به نام توکونس (اسپانیایی: Toconce‎)، به دلیل اهمیت فرهنگی آن، به لیست میراث جهانی یونسکو اضافه شد.
معماری بیشتر بناهای روستا، به صورت سقفی کاهگلی و دیوارهایی شامل قلوه سنگ و آهک می‌باشد.